# Capteur de gouttelettes
Un capteur de gouttelettes, spectropluviomètre ou encore disdromètre, est un instrument utilisé en météorologie pour mesurer la distribution de diamètre et de vitesse de chute des hydrométéores. La distribution de diamètre et le nombre de particules de chaque diamètre permet de calculer le taux de précipitations et le facteur de réflectivité radar, ce qui aide dans l'étalonnage et/ou l'interprétation des mesures des appareils de télédétection comme le radar météorologique. La vitesse de chute est reliée, quant à elle, à la phase des précipitations, on peut distinguer avec cet appareil la pluie, de la bruine, de la neige, de la grêle ou du grésil sans observateur humain. Comme l'instrument mesure nombre, taille et vitesse des particules, il est possible de calculer également des flux d'énergie cinétique des particules précipitantes ; cette dernière variable joue un rôle sur les processus d'érosion. Cet appareil est utilisé en recherche, dans les stations météorologiques automatiques ou comme capteur de précipitations le long des pistes d'aéroports. 

## Principe

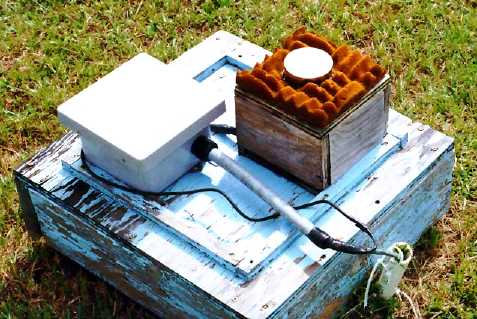
Un module de disdromètre par impact, le cercle dans le carré de mousse, dans les Everglades lors d'une expérience.

Il existe deux types de cet appareil : par impact ou optique. 

### Par impact
Le premier type, représenté dans les photos en haut et à gauche, est un capteur de force qui transforme le choc causé par l'énergie cinétique de l'hydrométéore s'y écrasant en une impulsion électrique dont l'amplitude est proportionnelle à sa masse et sa vitesse de chute. En sachant la vitesse par un autre instrument, comme un profileur de vents, on peut en déduire son diamètre. 
Ce genre de disdromètre est conçu pour les précipitations liquides. La forme légèrement conique de la plaque mobile jaune sur le dessus de l'appareil permet aux précipitations de s'écouler pour laisser place aux gouttes subséquentes. Dans le cas de neige, il serait peu utile à cause de la faible masse des flocons et l'angle d'impact dû au transport par le vent.

### Optique

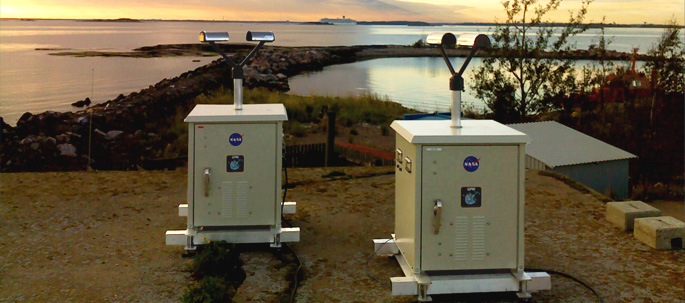
Disdromètres optiques utilisés par la NASA.

L'idée générale du second type est d'utiliser un faisceau lumineux qui sera coupé par le passage de l'hydrométéore. On met ainsi un émetteur et un capteur horizontalement avec un espace entre les deux pour le passage des précipitations. On peut utiliser la lumière visible, l'infrarouge ou même les micro-ondes. Afin de minimiser la diffusion de la lumière par l'air et les précipitations, on utilise maintenant le plus souvent des lasers. 
Lors du passage d'une goutte au travers du faisceau lumineux, l'énergie lumineuse reçue par la photodiode du capteur décroît. L'amplitude et la durée du signal occasionné par le passage de la goutte sont proportionnelles respectivement à la section verticale et au temps de résidence (vitesse de chute) de la goutte dans le volume lumineux. L'amplitude du signal de sortie résultant est donc proportionnelle au diamètre équivalent de la cible (diamètre fois vitesse). La vitesse de chute de la goutte au travers du faisceau est déduit du rapport entre la hauteur du faisceau et la durée du signal (i.e. le temps de résidence). Cette estimation fait l'hypothèse que la goutte passe perpendiculairement au faisceau. Ce genre de capteur peut être utilisé pour mesurer tous les types de précipitations, autant solide que liquide.
La présence de vent peut amener à des sous-estimations dans le comptage des particules car leur trajectoire est perturbée par l'instrument lui-même. L'orientation de l'appareil est donc généralement choisie en fonction de la direction des vents dominants afin de limiter les perturbations. Sinon, en disposant deux appareils de ce type à angle droit l'un de l'autre, on identifie plus facilement les éventuelles sous-estimations dues au vent. En utilisant une caméra au lieu d'un capteur de lumière dans chaque appareil, on peut obtenir des images de chaque cible individuellement. On peut l'utiliser pour étudier la forme des gouttes de pluie selon leur diamètre ou la forme des flocons de neige selon la température extérieure.